# Ellen Drew

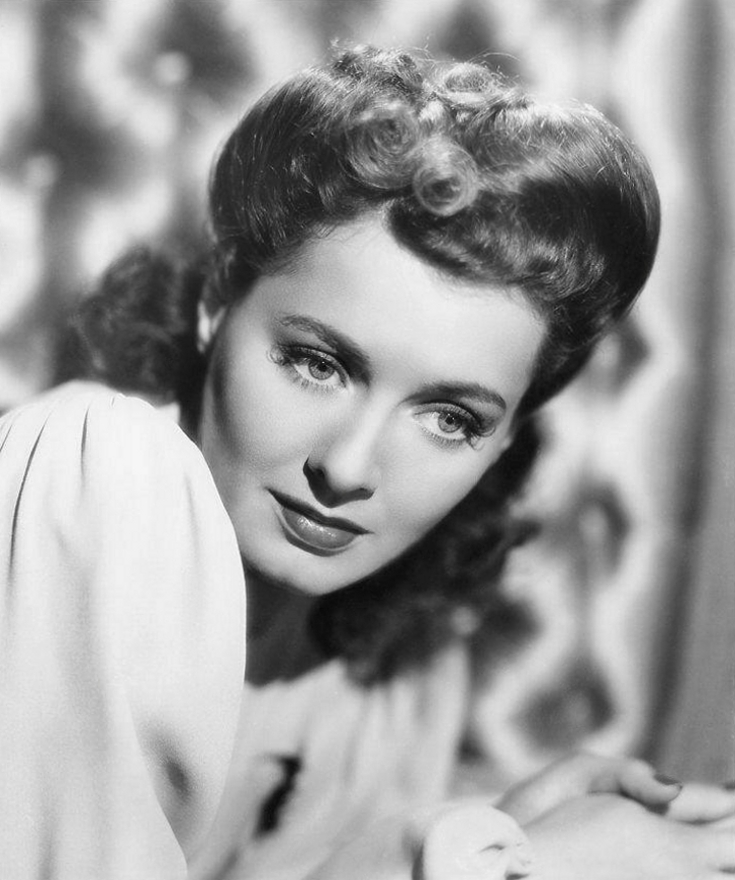
Ellen Drew (1941)

Ellen Drew (eigentlich Esther Loretta Ray; * 23. November 1914 in Kansas City, Missouri; † 3. Dezember 2003 in Palm Desert, Kalifornien) war eine US-amerikanische Filmschauspielerin.

## Leben
Ellen Drew arbeitete in diversen Jobs und gewann einige Schönheitswettbewerbe, bevor sie Schauspielerin wurde. Sie ging nach Hollywood und arbeitete zunächst als Eisverkäuferin. Dort wurde sie von Schauspieler William Demarest entdeckt. Nach einigen kleineren Rollen erhielt sie 1938 einen Studiovertrag bei Paramount Pictures. Hier spielte sie eine Vielzahl an weiblichen Hauptrollen, etwa an der Seite von Dick Powell in der Komödie Weihnachten im Juli von Preston Sturges oder in Stuart Heislers B-Horrorfilm The Monster and the Girl (1941).
1944 wechselte Drew zu RKO. In den folgenden Jahren war sie in vielen Western sowie einigen Film noirs zu sehen. Zu ihren Filmpartnern zählten bekannte Darsteller wie Glenn Ford, Joel McCrea, Vincent Price, John Payne und Randolph Scott. Nach Auslaufen ihres Vertrages bei RKO im Jahr 1951 wandte sie sich der Fernseharbeit zu und spielte Gastrollen in einigen Serien, insgesamt jedoch ließ ihr Erfolg nach. Im Kino war sie nur noch einmal in einer Nebenrolle im Western Outlaw’s Sohn (1957) zu sehen. Ihre letzte Fernseharbeit erschien 1961 mit einer Episode der Barbara Stanwyck Show.
Drew war viermal verheiratet, unter anderem mit dem Drehbuchautor Sy Bartlett. Seit 1960 gibt es ihr zu Ehren einen Stern auf dem Hollywood Walk of Fame (6901 Hollywood Boulevard).

## Filmografie (Auswahl)
- 1936: Um den Krügerdiamanten (The Return of Sophie Lang)
- 1936: Lady Be Careful
- 1936: The Big Broadcast of 1937
- 1936: The Accusing Finger
- 1937: Murder Goes to College
- 1937: The Crime Nobody Saw
- 1937: Assistenzarzt Dr. Kilder (Internes Can’t Take Money)
- 1937: Kein Platz für Eltern (Make Way for Tomorrow)
- 1937: Night of Mystery
- 1938: Scandal Street
- 1938: Gefährliche Mitwisser (Dangerous to Know)
- 1938: Du und ich (You and Me)
- 1938: Sing, You Sinners
- 1938: Wenn ich König wär (If I Were King)
- 1939: Der große Betrug (The Lady’s from Kentucky)
- 1939: The Gracie Allen Murder Case
- 1939: Geronimo, die Geißel der Prärie (Geronimo)
- 1940: French Without Tears
- 1940: Women Without Names
- 1940: Buck Benny Rides Again
- 1940: Weihnachten im Juli (Christmas in July)
- 1940: Texas Rangers Ride Again
- 1940: The Mad Doctor
- 1941: The Monster and the Girl
- 1941: Reaching for the Sun
- 1941: The Parson of Panamint
- 1941: Our Wife
- 1941: The Night of January 16th
- 1942: The Remarkable Andrew
- 1942: My Favorite Spy
- 1942: Ice-Capades Revue
- 1943: Night Plane from Chungking
- 1944: The Impostor
- 1944: That’s My Baby!
- 1944: Dark Mountain
- 1945: Am Himmel von China (China Sky)
- 1945: Die Todesinsel (Isle of the Dead)
- 1945: Man Alive
- 1946: Sing While You Dance
- 1946: Crime Doctor’s Man Hunt
- 1947: Johnny O’Clock
- 1948: Blutfehde (The Swordsman)
- 1948: Der Richter von Colorado (The Man from Colorado)
- 1949: Herr der Unterwelt (The Crooked Way)
- 1950: Auf dem Kriegspfad (Davy Crockett, Indian Scout)
- 1950: Der Baron von Arizona (The Baron of Arizona)
- 1950: Stars in My Crown
- 1950: Ladung für Kapstadt (Cargo to Capetown)
- 1951: In Rache vereint (The Great Missouri Raid)
- 1951: Mann im Sattel (Man in the Saddle)
- 1957: Outlaw’s Son
- 1959: Wenn man Millionär wär’ (The Millionaire) (TV-Serie, eine Folge)
- 1960: Perry Mason (TV-Serie, eine Folge)
- 1961: The Barbara Stanwyck Show (TV-Serie, eine Folge)